# Hieracium curvatiforme
Hieracium curvatiforme es una especie de planta con flor del género Hieracium, de la familia Asteraceae, orden Asterales.

## Distribución
Hieracium curvatiforme se distribuye por Noruega.

## Taxonomía
Fue descrita científicamente por Dahlst. Fue publicada en Acta Horti Berg.